# Mortcerf
Mortcerf [mɔʁsɛʁf] ist eine französische Gemeinde mit 1.405 Einwohnern (Stand: 1. Januar 2022) im Département Seine-et-Marne in der Region Île-de-France. Sie gehört zum Arrondissement Provins und zum Kanton Fontenay-Trésigny (bis 2015: Kanton Rozay-en-Brie).
Die Einwohner werden Moressartois genannt.

## Geographie
Mortcerf liegt etwa 42 Kilometer ostsüdöstlich von Paris.

### Nachbargemeinden
Umgeben ist Mortcerf von den Gemeinden Dammartin-sur-Tigeaux im Norden, Guérard im Osten und Nordosten, Hautefeuille im Osten und Südosten, Lumigny-Nesles-Ormeaux im Süden und Südosten, Crèvecœur-en-Brie im Süden, La Houssaye-en-Brie im Süden und Südwesten, Neufmoutiers-en-Brie im Westen sowie Villeneuve-le-Comte im Nordwesten.

## Bevölkerungsentwicklung
| Jahr      | 1962 | 1968 | 1975 | 1982 | 1990 | 1999 | 2006 | 2013 |
| Einwohner | 738  | 793  | 758  | 822  | 1072 | 1307 | 1416 | 1454 |

## Sehenswürdigkeiten

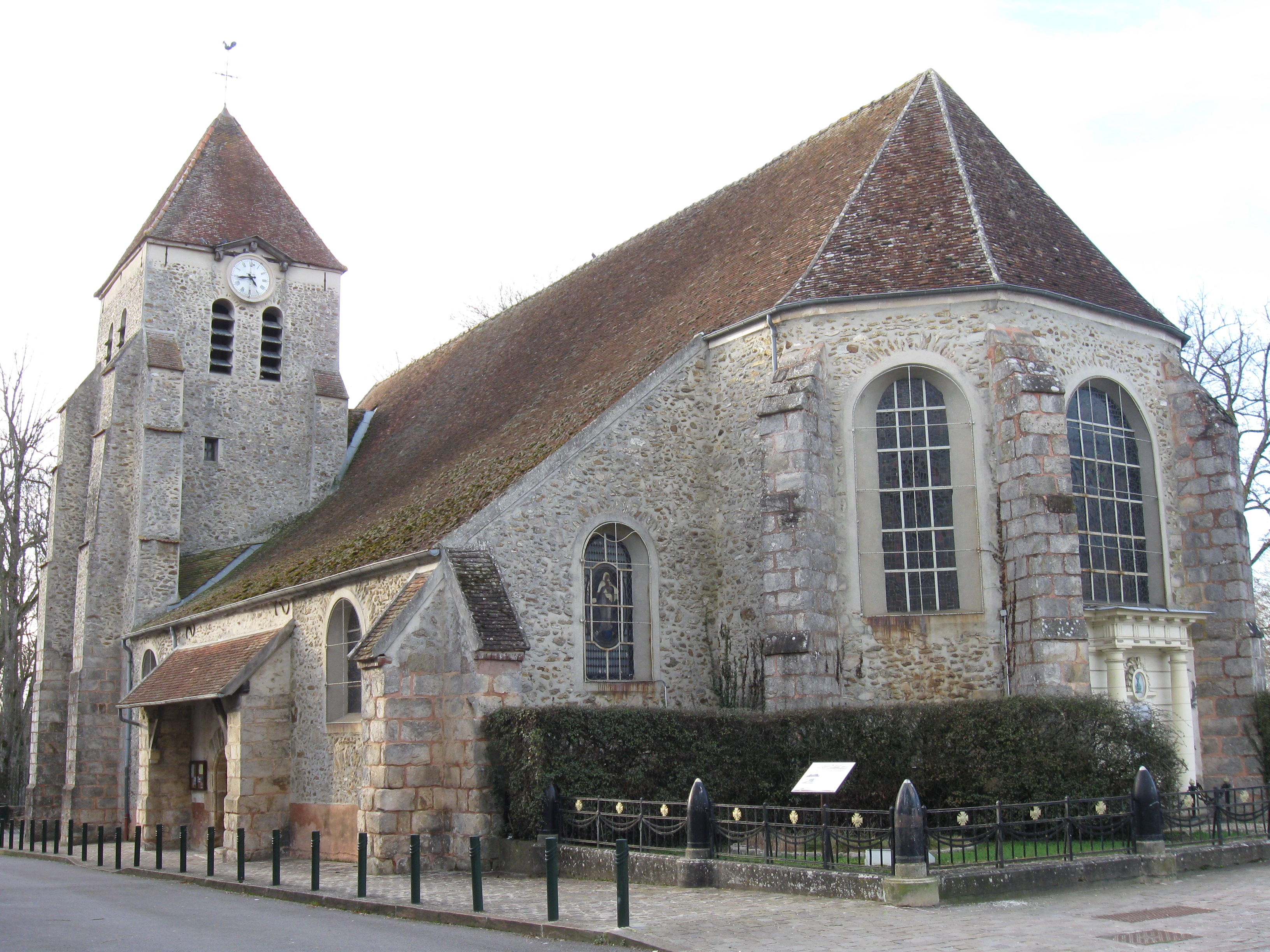
Kirche Saint-Pierre-Saint-Nicolas

- Kirche Saint-Pierre-Saint-Nicolas
- Burg Becoiseau
- Gutshof La Malmaison